# Кинески глаголи
Постоје две различите облике глагола у кинеском језику. пасиван, што указује на стање, и активан, што указује на деловање. Реченица се мења различитим облицима глагола.

## Глаголске конструкције
Ред речи у мандаринском кинеском (у основним реченицама) је субјекат-глагол-објекат, као и у српском језику. Тако ова реченица: „wǒ chī jī“ (我吃雞, ја једем пилетину) има еквивалент у српским реченицама („wǒ“: ја, „chī“: једем, и „jī“: пилетина).

### Презент (садашње време)
Кинески глаголи се не мењају (конјугација) као глаголи већине индоевропских језика. Кинески има само један основни облик који се користи за сва лица и времена, тако „chī“ (吃) је једнак у свим овим облицима: („tā chī“ 他吃: он једе, „nǐ chī“ 你吃: ти једеш, итд.) Другим речима, кинески не изражава те разлике кроз флексију суфикса.

### Прошло време
Најлакши начин за изражавање прошлог времена је да се користе прилози као што су „јуче“. На пример: „zuótiān wǒ chī jī“ (昨天我吃雞, буквално: јуче ја једем пилетину) је једнако изговору: „јуче ја сам јео пилетину“. 
Други начин изражавања прошлог времена је да се користи речце „guò“ (過) или „le“ (了), које не могу опстати саме, али могу изразити завршене акције кад се налазе након глагола. Разлика између тих и других речца може бити тешка за схватање.
Прошло време у кинеском може се изразити окруживањем глагола и директног објекта речицама „ши“-„де“ (是-的, "shì"-"de"). На пример: „wǒ shì zuótiān chī jī de“ (我是昨天吃雞的). Овај начин изражавања истиче време у којем се акција збила, пре него саму радњу.

### Негације кинеских глагола
Негација кинеских глагола се остварује уметањем 不, која се може тумачити приближно као „не“, пре глагола који се негира. На пример: „wǒ bù chī jī“ (我不吃雞, буквално: ја не једем пилетину). Серијски глаголи и допунски глаголи отежавају ствари.
Међутим постоји један изузетак том правилу. Глагол „yǒu“ (有 имати) је негиран речцом „méi“ (沒).
Негативна прошлост је створена кориштењем „méi yǒu“ 沒有 умјесто „bù“ 不. На пример: „wǒ méi yǒu chī jī“ (我沒有吃雞) „ја нисам јео пилетину“.

### Глагол-објекат комбинације
Релативно рестриктивне фонотактике мандаринског језика значи да постоји много хомофона за неке слогове. Ово може се накнадити са тим да многи најчешће кориштени глаголи раде у комбинацијама глагол-објекат. На пример: 睡 (shuì) (спавати глагол) и 覺 (jiào) (спавати именица) се користе заједно као пар да значи „спавање":
我 平常 晚上 十點 就 睡覺.

(wǒ píngcháng wǎnshang shí diǎn jìu shuì jiào.)

Ја обично у-ноћи 10-сати РЕЧЦА спавам.

Ја обично идем у кревет на спавање већ у 10 сати ноћу.

### Питања
Иако неки језици изокрену глагол и субјекат, кинески користи две различите конструкције. 

#### Речца „ма“
Ова речца се налази на самом крају основне потврдне реченице да се окрене у да/не питање. На пример:
„wǒ chī jī“ (我吃雞): „ја једем пилетину“
„wǒ chī jī ma?“ (我吃雞嗎?): „јели ја једем пилетину?“

#### „Глагол-не-глагол“ изградња
Ова градња је алтернатива горем. Састоји се од узимања глагола, стављањем „bù“ после њега и потом понављати глагол још једном. На примјер:
„wǒ chī jī“ (我吃雞): „ја једем пилетину“
„wǒ chī bù chī jī?“ (我吃不吃雞?)(буквално: ја једем не једем пилетину?) „јели ја једем пилетину?“
Имајте на уму да глагол-не-глаголска конструкција „yǒu“ (имати), мора користити „méi“ (沒) уместо „bù“ (不).

## Заједнички глаголи
Посебна класа глагола званим заједнички глаголи узимају место предлозима у другим језицима. Понекад, ти заједнички глаголи могу стајати самостално као глагол у сопственом праву. Један пример је 給 (gěi), може се користити у оба начина: 
Кориштење попут предлога:
我給你打電話.

(Wǒ gěi nǐ dǎ diànhuà.)

(Ја ћу ти дати телефонски позив.)
Глагол:
請給我一杯可樂. 

(Qǐng gěi wǒ yī bēi kělè.)

(Молим вас дајте ми чашу коле.)